# Visselhövede
Visselhövede [ˌfɪsl̩ˈhøːvədə] (niederdeutsch Visselhöövd) ist eine Kleinstadt im Landkreis Rotenburg (Wümme), Niedersachsen, am Westrand der Lüneburger Heide.

## Geographie

### Geographische Lage

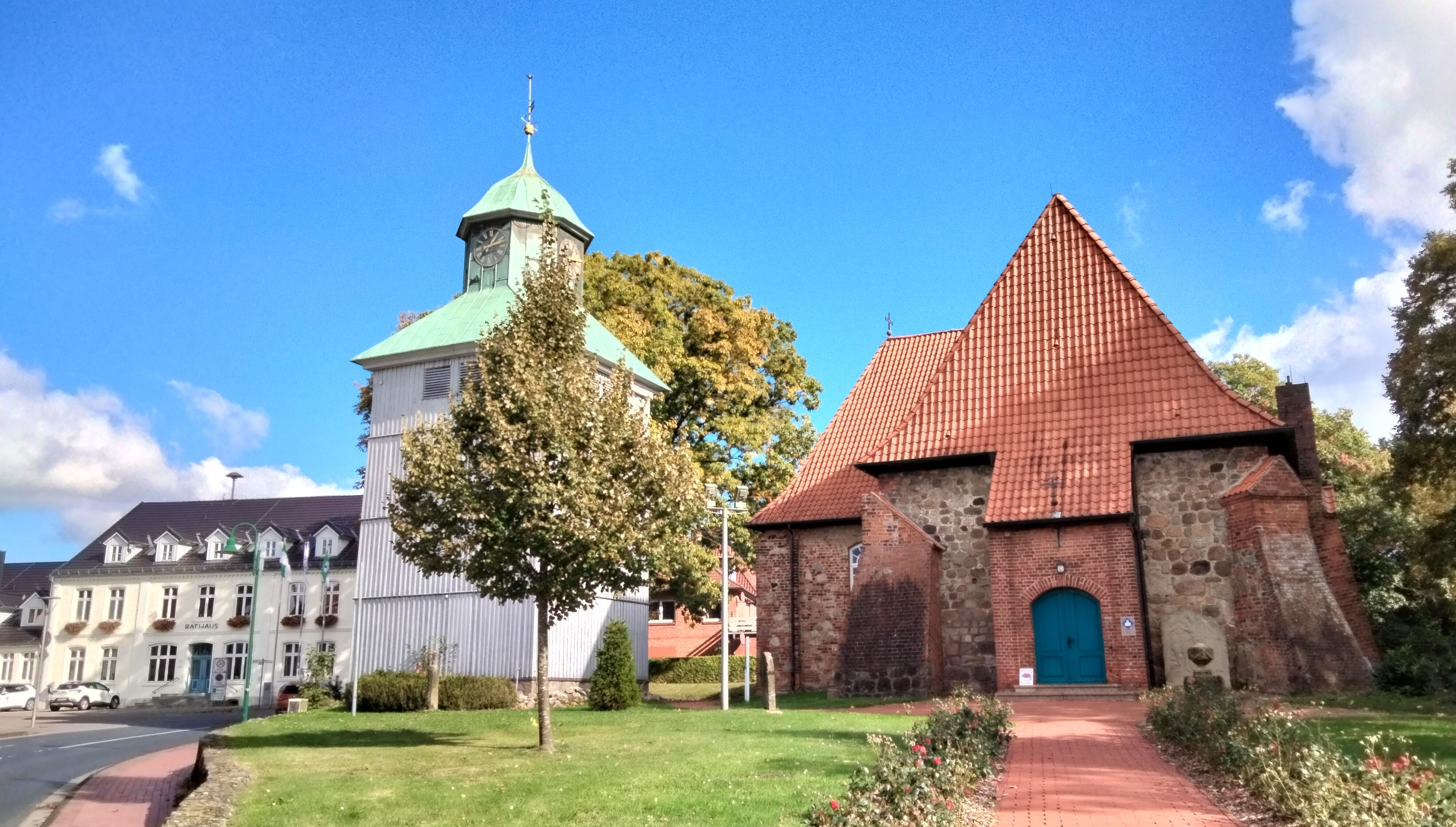
Stadtmitte (Rathaus und Kirche)

Visselhövede liegt in etwa 70 Metern Meereshöhe auf dem Höhenrücken der Neuenkirchener Endmoräne, der die Südheide nach Nordwesten begrenzt und sich aus der Wümmeniederung um gut 50 Meter erhebt. Die höchste Erhebung ist der Höllenberg im Ortsteil Drögenbostel mit 93,4 m über NHN. In einem Park in der Stadtmitte entspringt mit starker Quelle der Fluss Vissel (auch Visselbach). Im Stadtgebiet liegen außerdem die Quellgebiete der Lehrde, eines rechten Nebenflusses der Aller, der Warnau und der zur Wümme fließenden Rodau.
Die Stadt liegt im Städte-Dreieck Bremen–Hamburg–Hannover. Das Gebiet ist überwiegend durch landwirtschaftliche Flächen geprägt (107,09 km²). 26,44 km² sind Waldfläche und 5,22 km² Hof- oder Gebäudefläche.

### Stadtgliederung
Visselhövede besteht neben dem Kernort aus den 14 umliegenden Ortschaften Bleckwedel, Buchholz, Dreeßel, Drögenbostel, Hiddingen, Jeddingen, Kettenburg, Lüdingen, Nindorf, Ottingen, Rosebruch, Schwitschen, Wehnsen und Wittorf. Die Bevölkerung ist ungefähr zur Hälfte auf den Kernort und zur anderen Hälfte auf die Ortschaften verteilt.

### Nachbarstädte
Direkt benachbarte Gebietskörperschaften sind im Landkreis Verden die Gemeinde Kirchlinteln, im Landkreis Rotenburg die Samtgemeinde Bothel und im Landkreis Heidekreis die Gemeinde Neuenkirchen, die Stadt Soltau und die Stadt Walsrode.
| Bothel, Rotenburg (Wümme) 14 km, 19 km | Tostedt 51 km                               | Neuenkirchen, Schneverdingen 11 km, 21 km |
| Verden, Bremen 26 km, 66 km            | Kompassrose, die auf Nachbargemeinden zeigt | Soltau 21 km                              |
| Nienburg/Weser 62 km                   | Walsrode, Hannover 15 km, 77 km             | Bad Fallingbostel 17 km                   |

## Geschichte

### Mittelalter
Visselhövede hat sich in einer Hochmulde um die Quellen des Flüsschens Vissel entwickelt. An dieser Stelle befand sich ein vorchristliches Heiligtum. Der Ort wurde 1258 erstmals urkundlich erwähnt. Eine Urkunde von 1288 belegt die Übertragung der Gografschaft Visselhövede an den Verdener Bischof Konrad von Braunschweig-Lüneburg.
1432 wurden das Kirchspiel Visselhövede bei Kämpfen stark beschädigt und der Kernort niedergebrannt. Der Verdener Bischof Johann ließ daraufhin den neu aufgebauten Ort mit Wall und Graben leicht befestigen und durch zwei Tore verschließen (1450). Der Ort erhielt dadurch den Rang eines Fleckens.

### Frühe Neuzeit
1567 wurde die Reformation eingeführt. Nach einem katholischen Intermezzo durch das kaiserliche Restitutionsedikt zwischen 1629 und 1631 wurde Visselhövede protestantisch. 1645 fiel der Ort mit dem Herzogtum Verden an Schweden. 1712 wurde Visselhövede dänisch und 1719 schließlich vom hannoverschen Kurfürsten Georg Ludwig, zusammen mit dem Herzogtum Verden, übernommen. Zwischen 1805 und 1813 gehörte Visselhövede durch die Eroberungen Napoleon Bonapartes in der meisten Zeit zu Frankreich. Die Befreiung von der französischen Herrschaft erfolgte am 12. Oktober 1813 durch russisch-preußische Truppen. Danach gehörte Visselhövede zum Königreich Hannover. Ab 1866 folgte eine 80-jährige Zugehörigkeit zu Preußen, das 1946 durch die Alliierten aufgelöst wurde.

### 19. und 20. Jahrhundert
1874 erhielt Visselhövede durch den Bau der Amerikalinie Eisenbahnanschluss, der 1890 durch eine Strecke über Walsrode nach Hannover (siehe Heidebahn; 1986 abmontiert) und 1906 durch die Bahnstrecke Bremervörde–Walsrode nach Rotenburg (Wümme) ergänzt wurde (zwischen 1974 und 1982 abmontiert). 1938 wurde Visselhövede Stadt.

### Eingemeindungen
Anlässlich der Gebietsreform wurden am 1. März 1974 die Gemeinden Bleckwedel, Buchholz, Dreeßel, Drögenbostel, Hiddingen, Jeddingen, Kettenburg (vorher im Landkreis Fallingbostel), Lüdingen, Nindorf, Ottingen, Rosebruch, Schwitschen, Wehnsen und Wittorf eingegliedert.

## Politik

### Stadtrat
Der Rat der Stadt Visselhövede besteht aus 24 Ratsfrauen und Ratsherren. Dies ist die festgelegte Anzahl für eine Stadt mit einer Einwohnerzahl zwischen 9001 und 10.000 Einwohnern. Die 24 Ratsmitglieder werden durch eine Kommunalwahl für jeweils fünf Jahre gewählt. Stimmberechtigt im Stadtrat ist außerdem der hauptamtliche Bürgermeister André Lüdemann (parteilos).

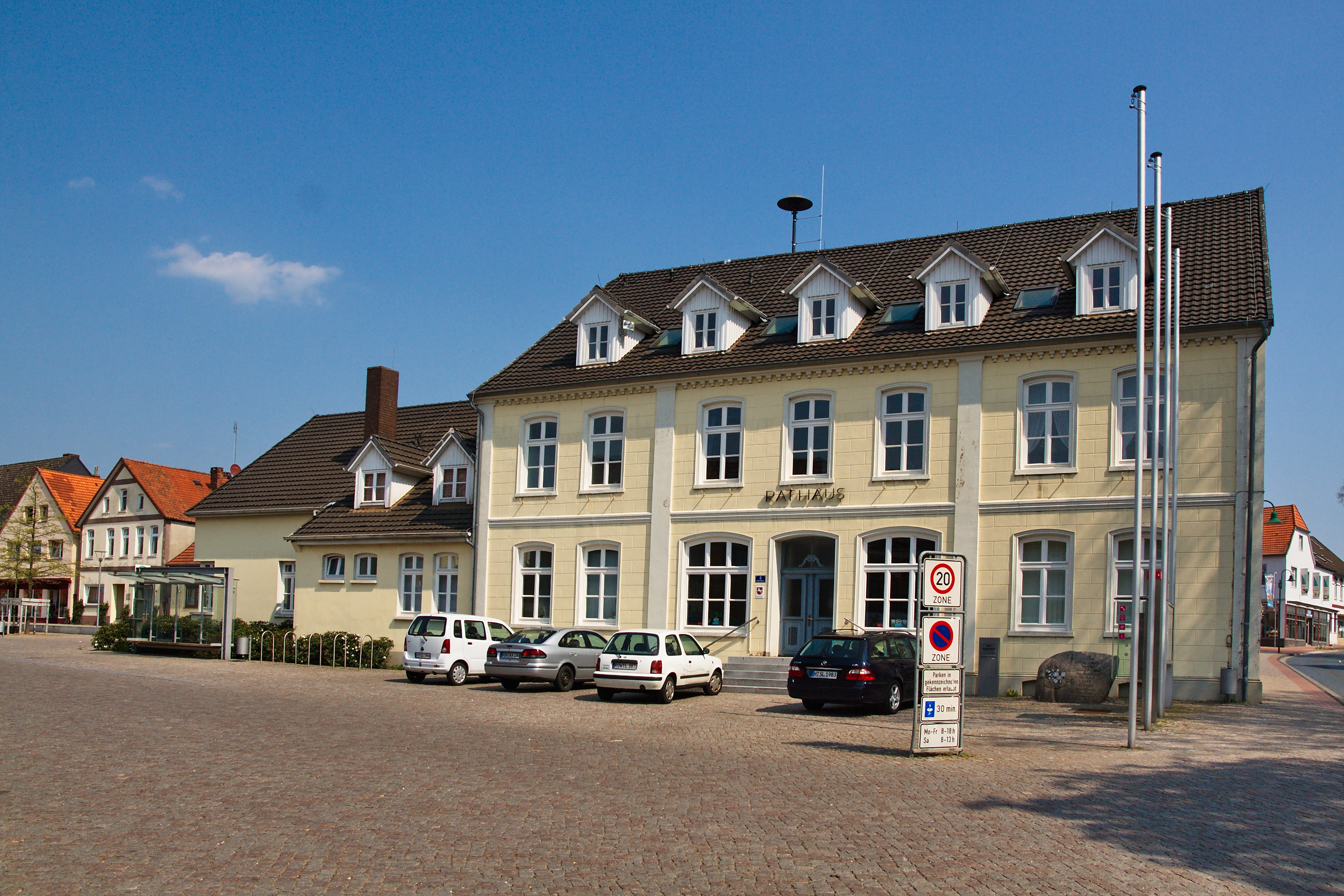
Rathaus

Nach der vergangenen Kommunalwahl am 12. September 2021 führte das Ergebnis zu folgender Sitzverteilung:
| Partei / Liste            | Sitze         |
| CDU                       | 8 Sitze (− 2) |
| SPD                       | 8 Sitze (+ 1) |
| Grüne                     | 3 Sitze (± 0) |
| FDP                       | 3 Sitze (+ 2) |
| Wir in Visselhövede (WiV) | 2 Sitze (- 1) |

### Bürgermeister
Hauptamtlicher Bürgermeister der Stadt Visselhövede ist André Lüdemann (parteilos).

### Wappen
| Wappen von Visselhövede | Blasonierung: „In Silber (Weiß) ein breitendiges schwarzes Nagelspitzkreuz belegt mit einer goldenen (gelben) Schüssel, darin das silberne (weiße) Haupt des hl. Johannes des Täufers.“                                                                                            |
| Wappen von Visselhövede | Wappenbegründung: Das 1885 verliehene Wappen geht auf ein Privileg des Bischofs Eberhard von Holle von 1581 zurück. Dem Nagelspitzkreuz als Zeichen des Bistums Verden ist das Johanneshaupt als Hinweis auf die schon vor 1258 bestehende Ortskirche mit diesem Patron beigefügt. |

### Banner und Flagge
|  | 00Banner: „Das Banner ist grün-weiß längsgestreift mit dem aufgelegten Wappen oberhalb der Mitte.“ |
|  | 00Hissflagge: „Die Flagge ist grün-weiß quergestreift mit dem aufgelegten Wappen in der Mitte.“    |

## Kultur und Sehenswürdigkeiten

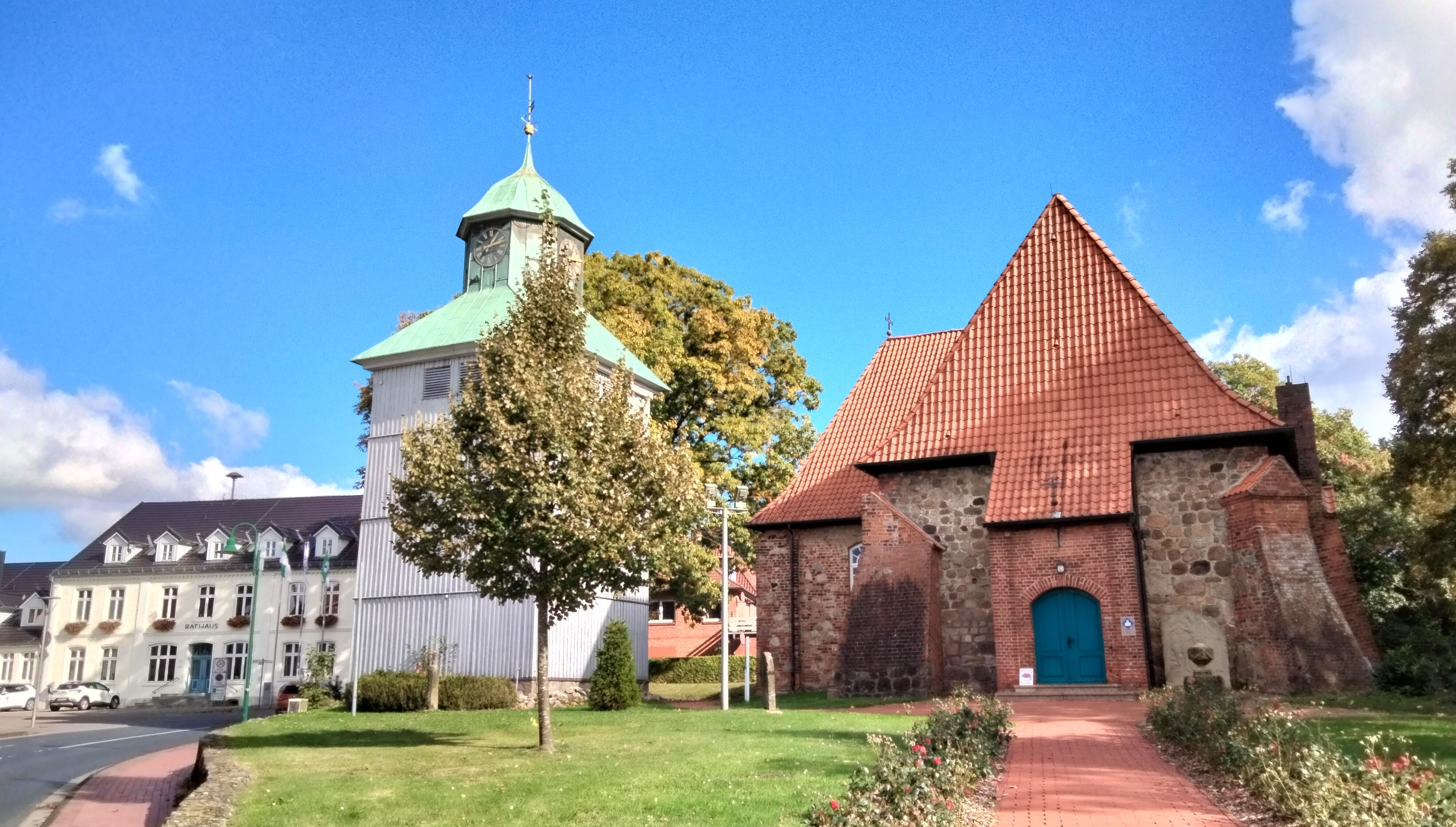
Rathaus u. St.-Johannis-Kirche

Zu den Sehenswürdigkeiten zählen die Altstadt mit Marktplatz und Gassen, die Visselquelle und das Rathaus. Die St.-Johannis-Kirche wurde 1358 als gotischer Feldsteinbau errichtet, dem 1799 der 23 m hohe Glockenturm angefügt wurde. Das restaurierte alte Bürgerhaus in der Burgstraße ist heute der Sitz des Kultur- und Heimatvereins Visselhövede. 2006 wurde das Anwesen durch einen historischen Heidespeicher zum Visselhof ausgebaut. Im Zuge der Stadtsanierung wurde 2003 die ehemalige Honig- und Wachswarenfabrik Sonnentau mit dem 27 m hohen Wasserturm teilweise rekonstruiert. Im Bürgerpark Visselseen wurden 2006 zwei historische Speicher rekonstruiert, die an ihrem früheren Standort abgetragen worden waren. Der Treppenspeicher diente ursprünglich der Aufbewahrung von Honig.
In Königshof soll sich der Hund aus dem Märchen Die Bremer Stadtmusikanten dem Esel angeschlossen haben. Ein Radfernweg, der alle vier Stätten miteinander verbindet, an denen die vier Tiere gelebt haben sollen, und der durch Visselhövede führt, der „Stadtmusikantenweg“, wurde 2008 eingeweiht.

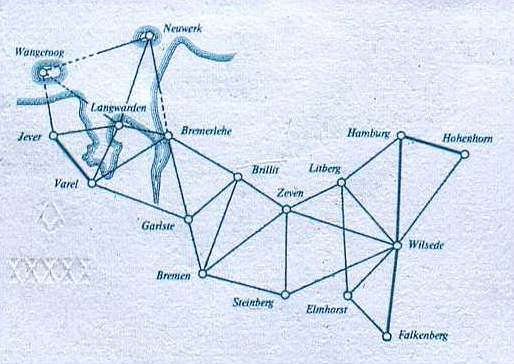
Ausschnitt der 10-Deutsche-Mark-Note mit dem Elmhorstberg als Messpunkt

Der Mathematiker Carl Friedrich Gauß benutzte nach 1820 für die Vermessung des Königreichs Hannover (im Auftrag des Königs Georg IV.) unter anderem den Gipfel des Elmhorstbergs als Triangulationspunkt. Ein Teil des Dreiecksnetzes mit dem Elmhorstberg war auf der Rückseite der „10 DM“-Banknote der vierten Serie der Deutschen Mark abgebildet.

### Bauwerke
- Hofanlage Königshof 1 aus dem 19. Jahrhundert in Fachwerk
- Wohn- und Wirtschaftsgebäude Wehnsen 1 als Zweiständer-Hallenhaus im Kern von 1558  in Fachwerk mit Krüppelwalmdach und Niedersachsengiebel, 1752 erneuert; im Kern ist es eines der ältesten erhaltene Bauernhäuser des Landkreises und in Niedersachsen.

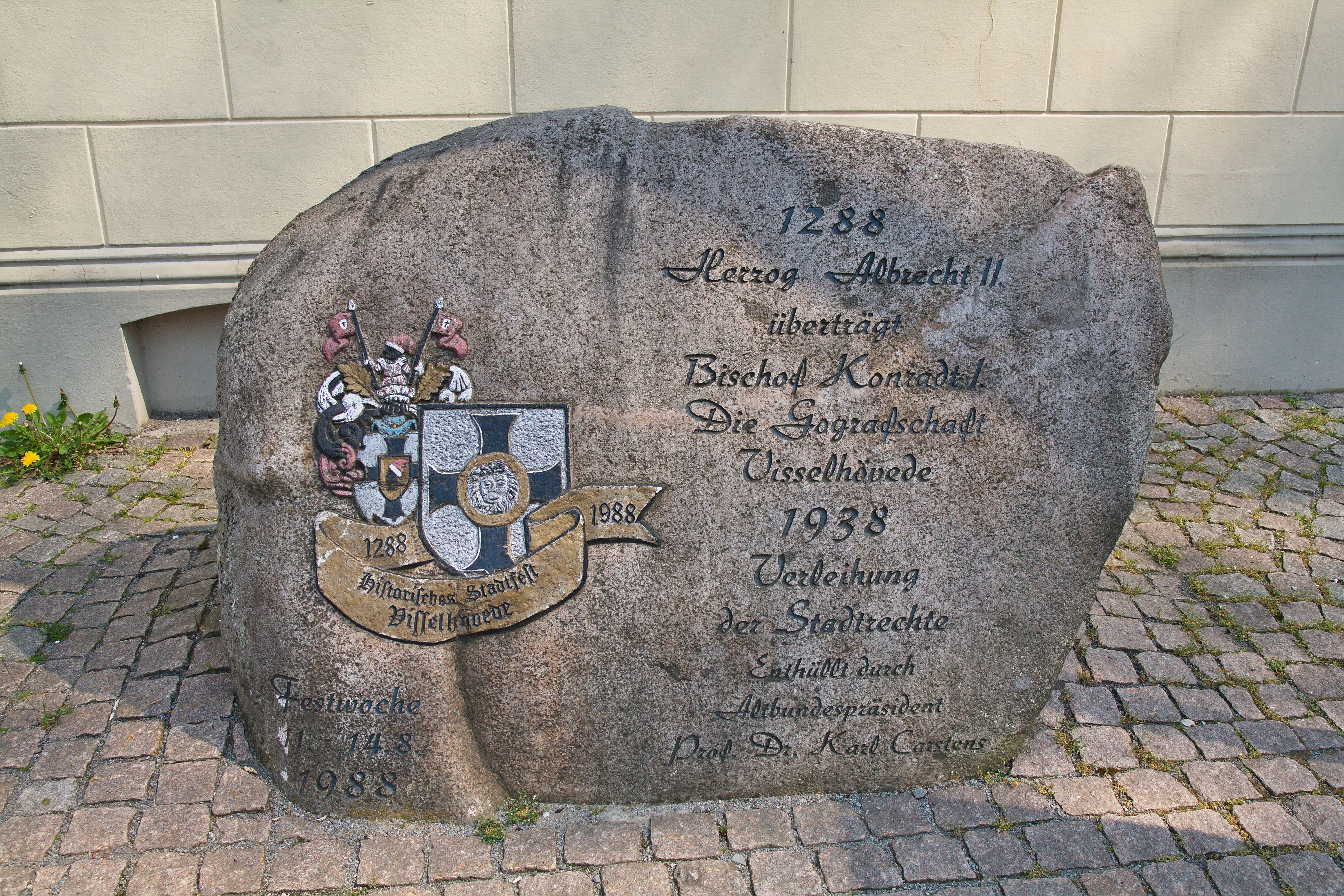
Gedenkstein in Visselhövede
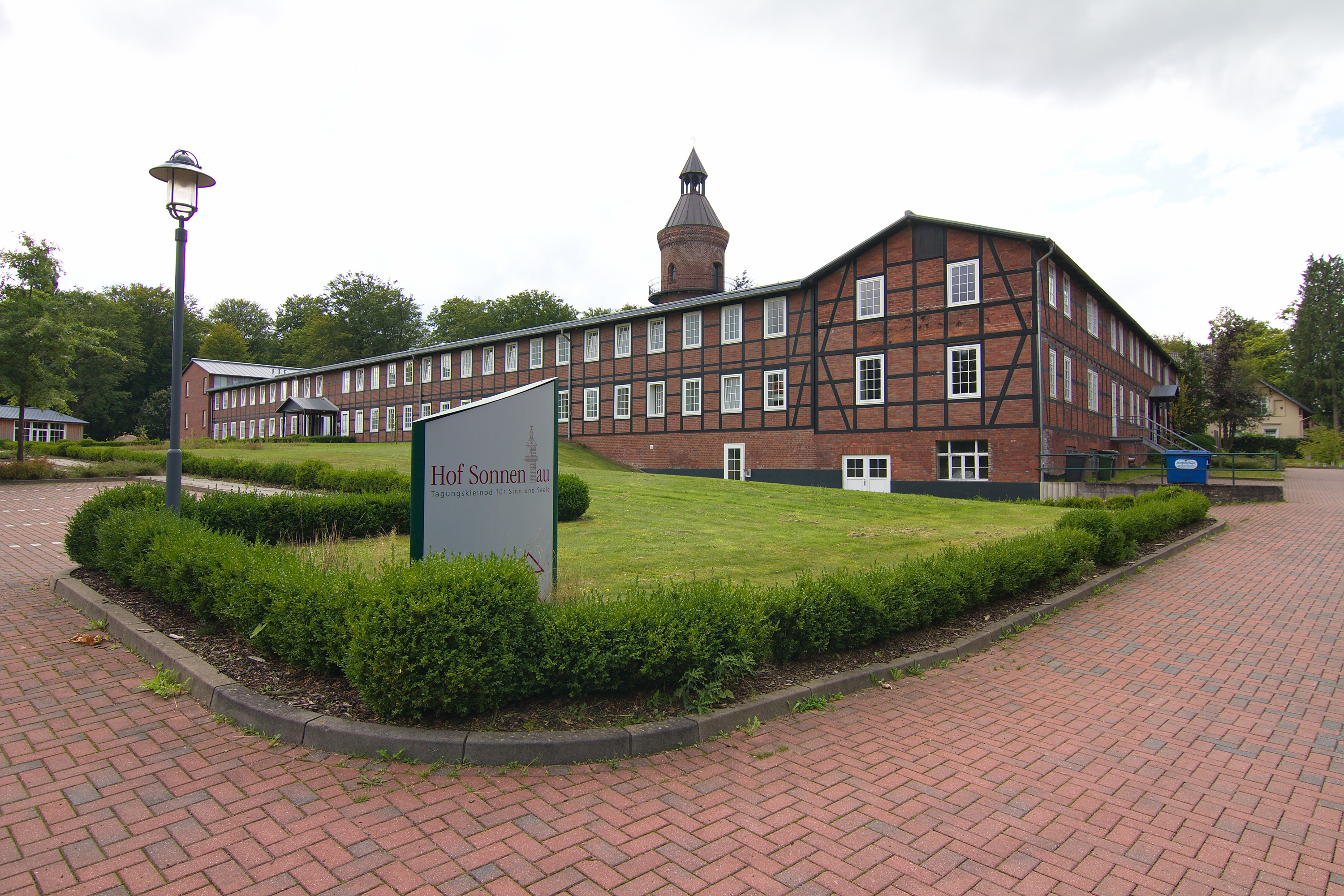
Ehemalige Honig- und Wachswarenfabrik „Sonnentau“
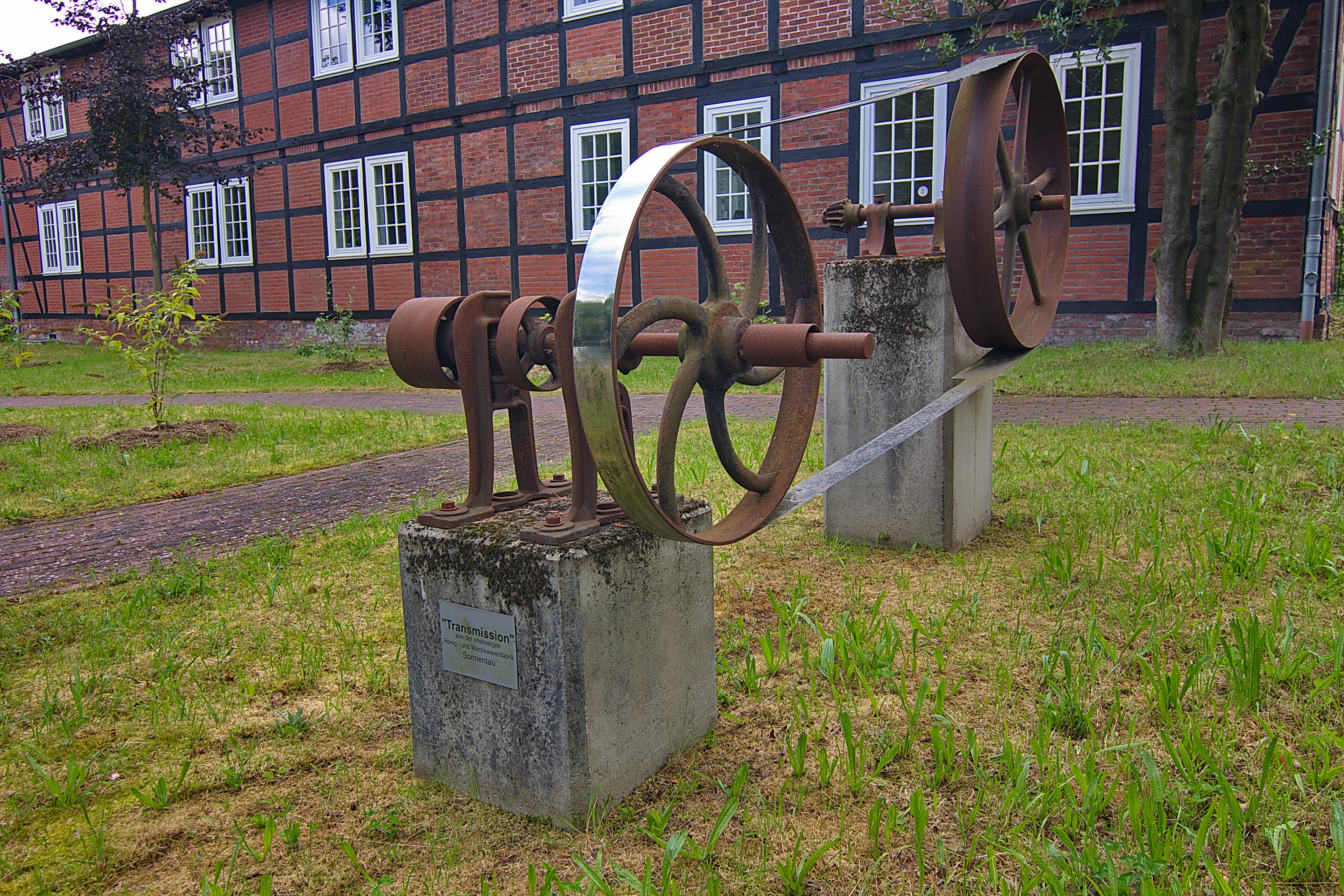
Exponat „Transmission“
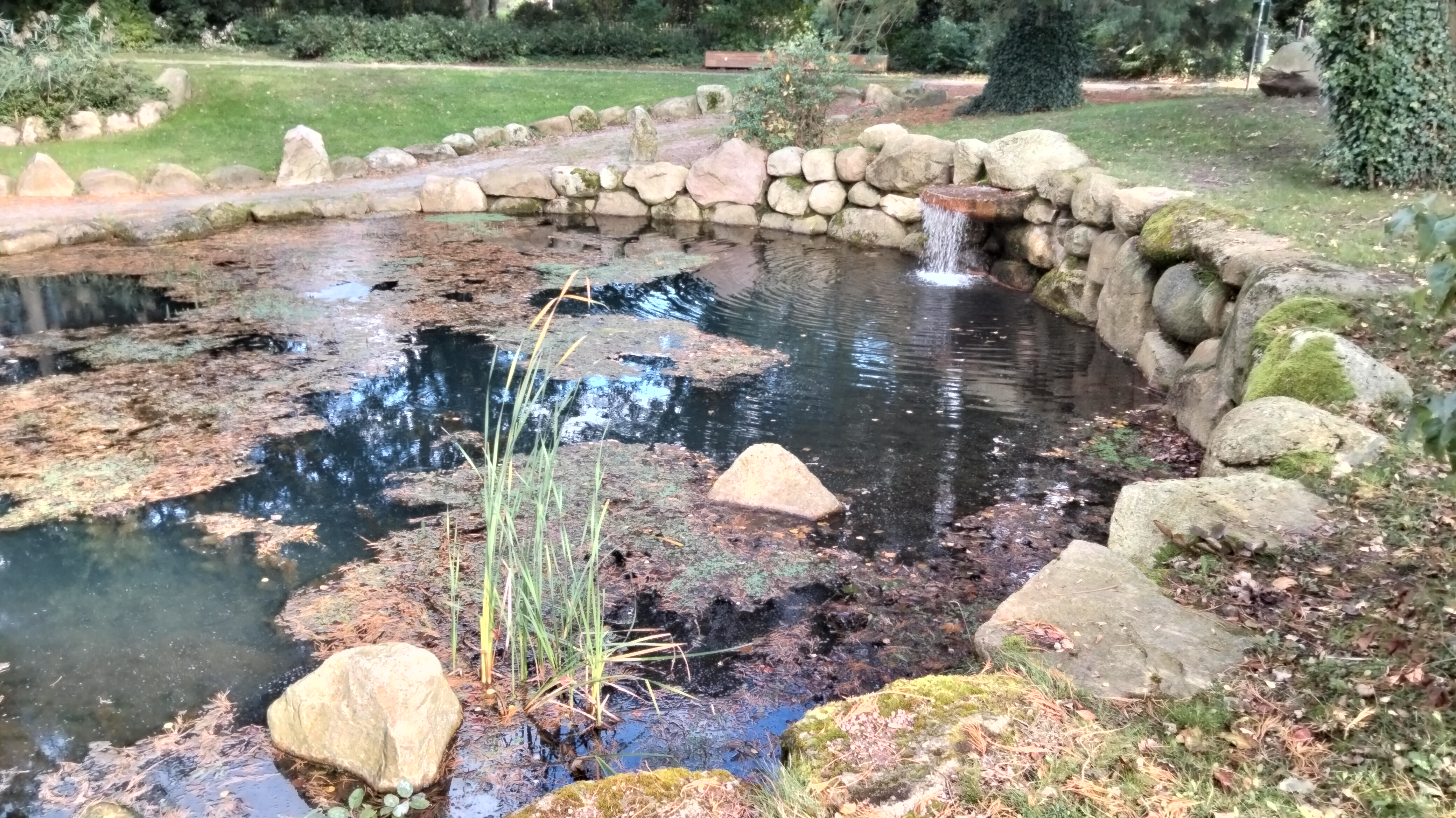
Visselquelle
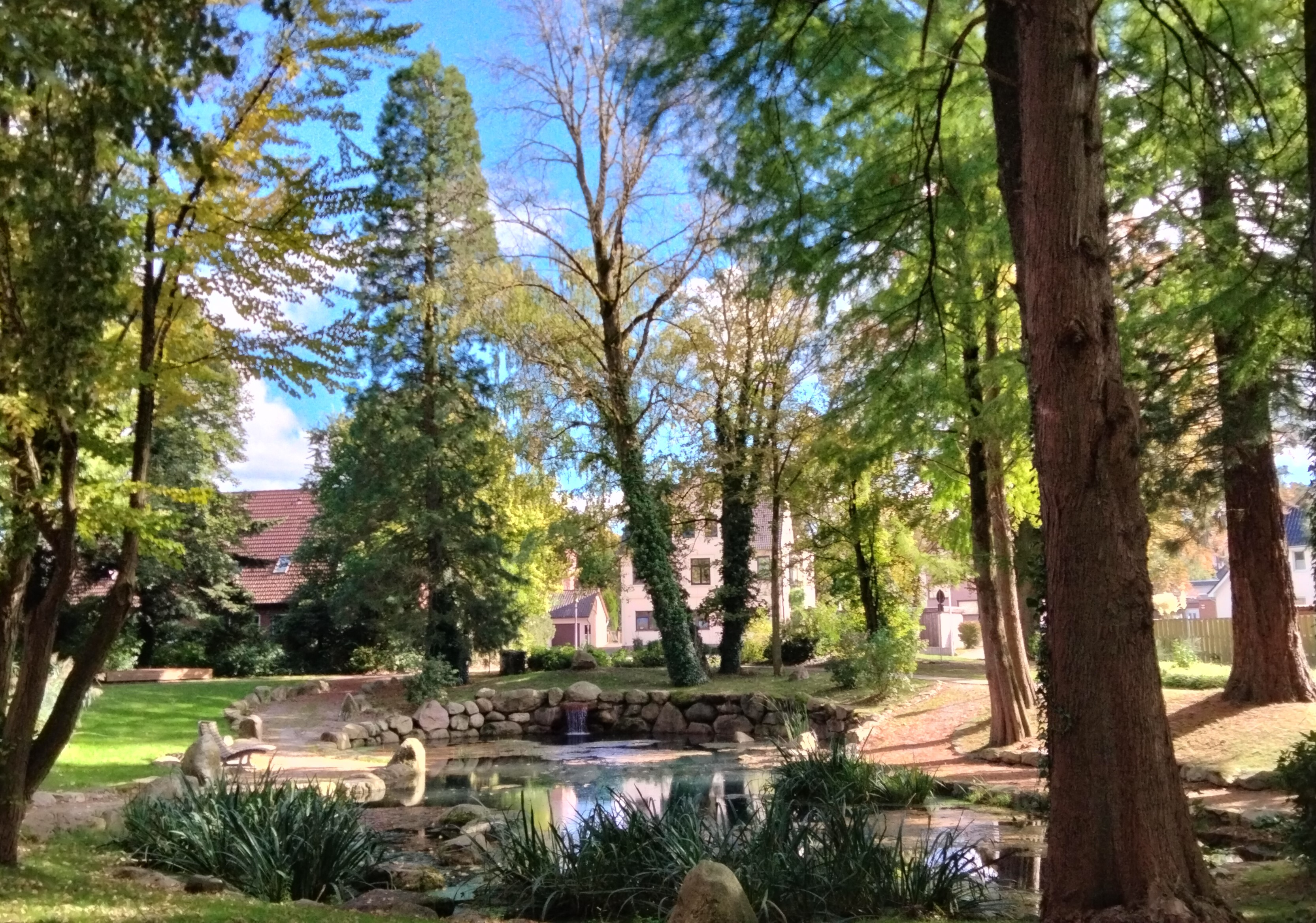
Visselquelle im Park an der Kirche
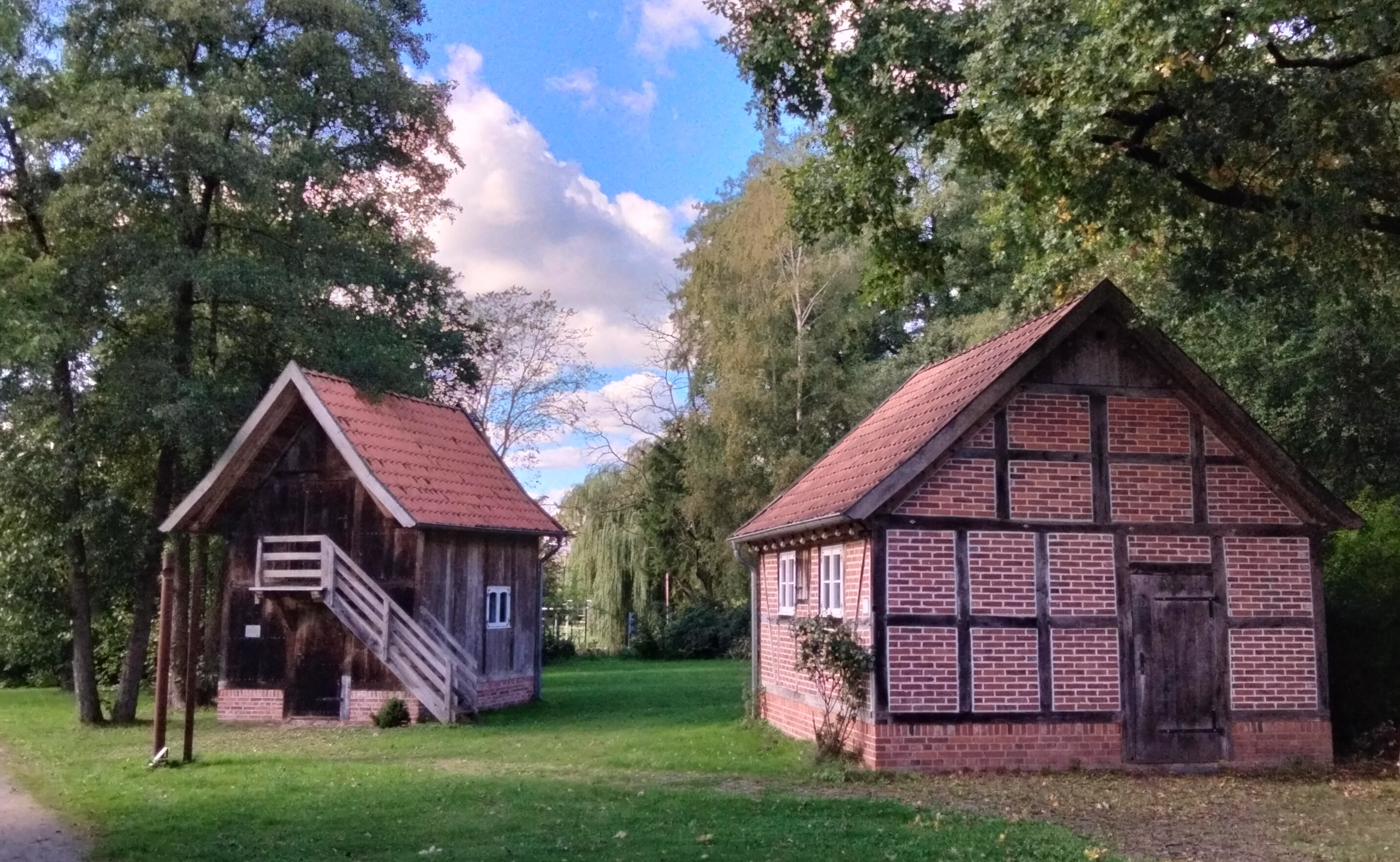
Speicher im Bürgerpark
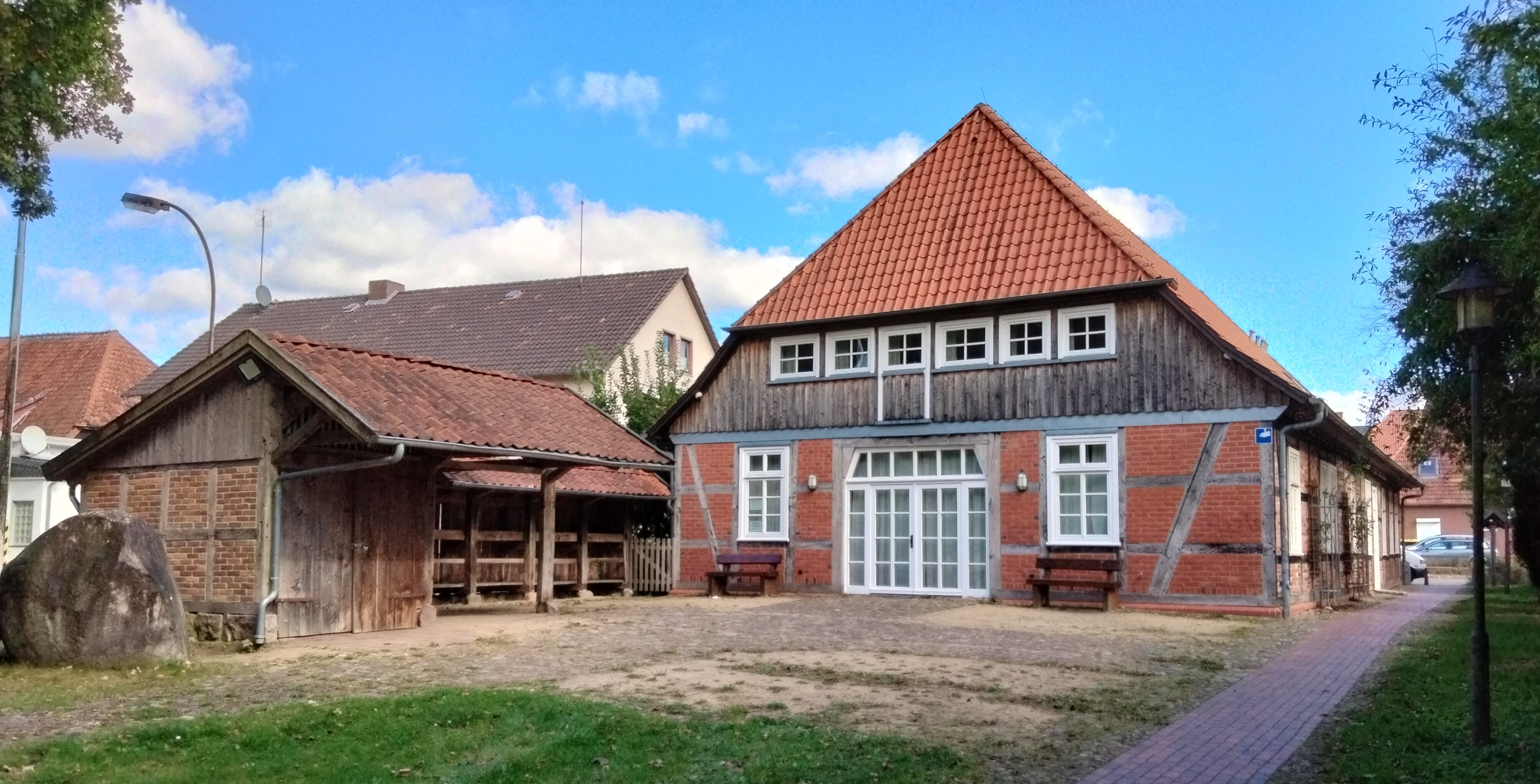
Heimathaus
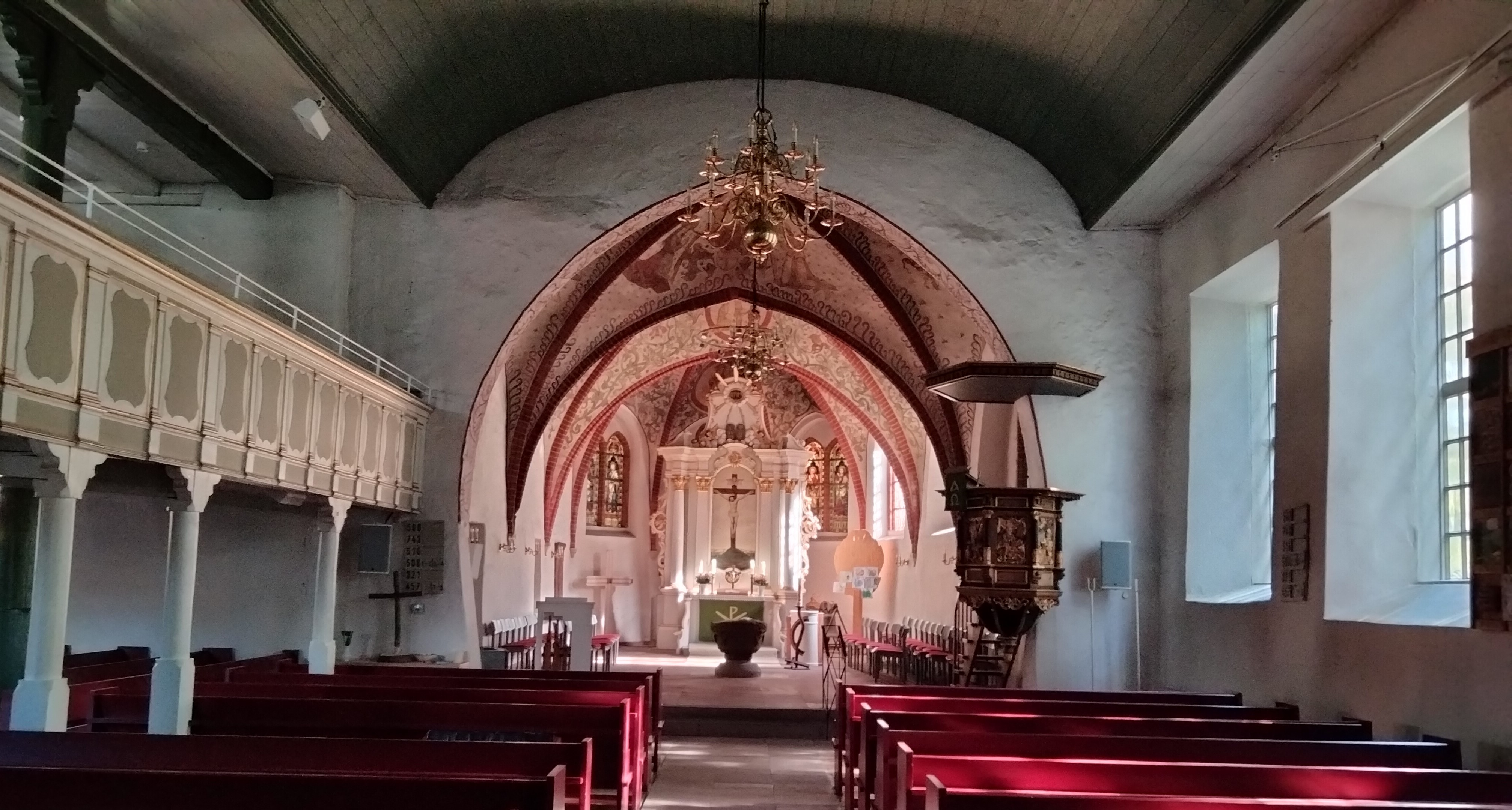
St.-Johannis-Kirche
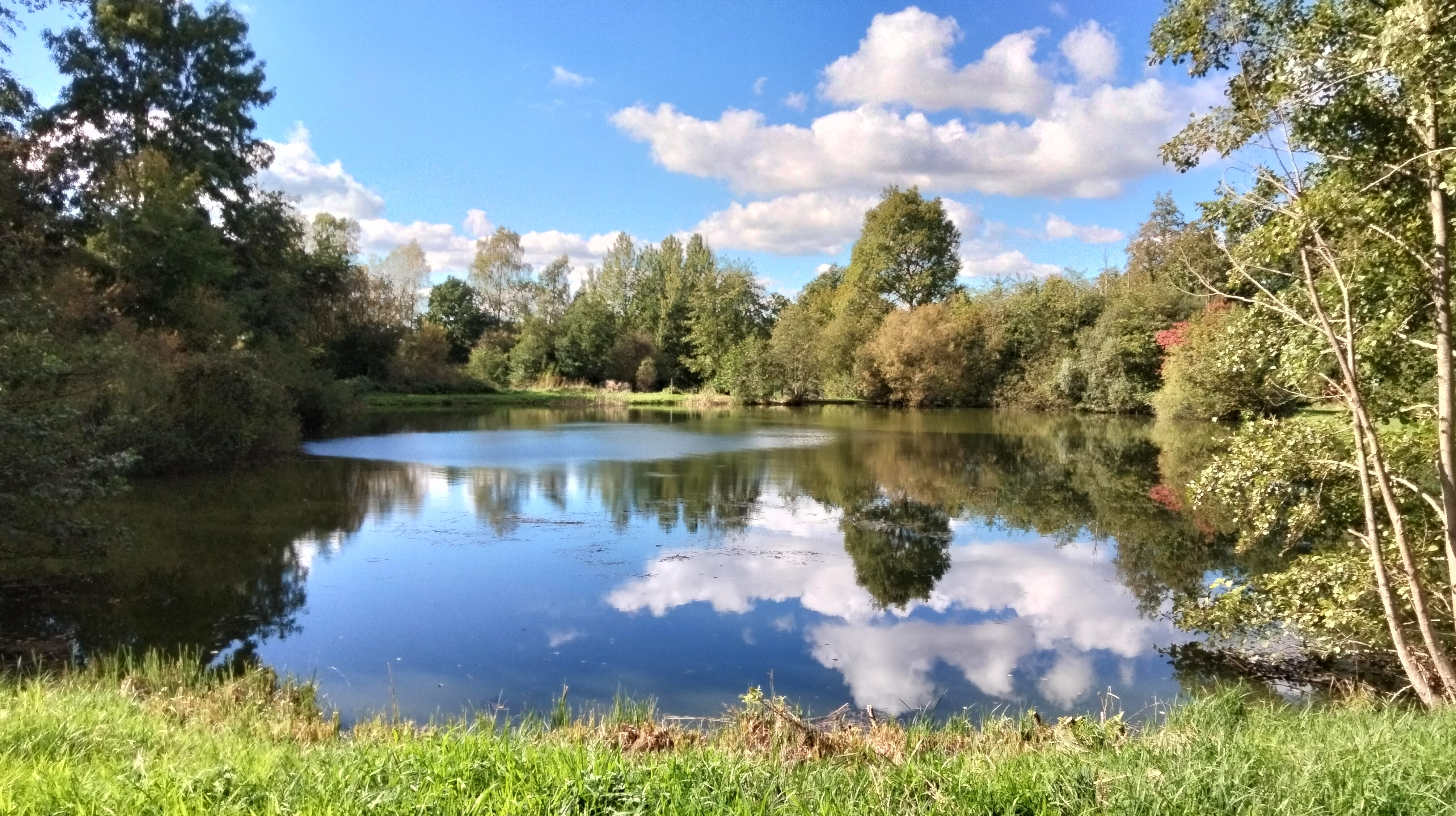
Bürgerpark Visselseen

## Wirtschaft, Verkehr und Infrastruktur

### Wirtschaft
In der Vergangenheit gab es Betriebe in der Zündholzfabrikation, in der Bonbon-Produktion und im Fahrzeugbau. Heute ist der bedeutendste Betrieb, die Hoyer (Mineralöl), im Mineralölgroßhandel tätig.
Visselhövede war bis Anfang 2016 ein Bundeswehrstandort. In der Kaserne Lehnsheide (bis Januar 2005 Mölders-Kaserne genannt) war das Führungsunterstützungsbataillon 285 stationiert. Im Zuge der Bundeswehrreform (11/2011) sollte der Standort bereits 2015 geschlossen werden und wurde darum von der Stadt Visselhövede gekauft, nachdem sie dafür bereits einen Nachnutzer gefunden hatte. Kurzfristig wurde es jedoch notwendig, die Anlagen vorläufig als Notunterkunft für Flüchtlinge zu nutzen.

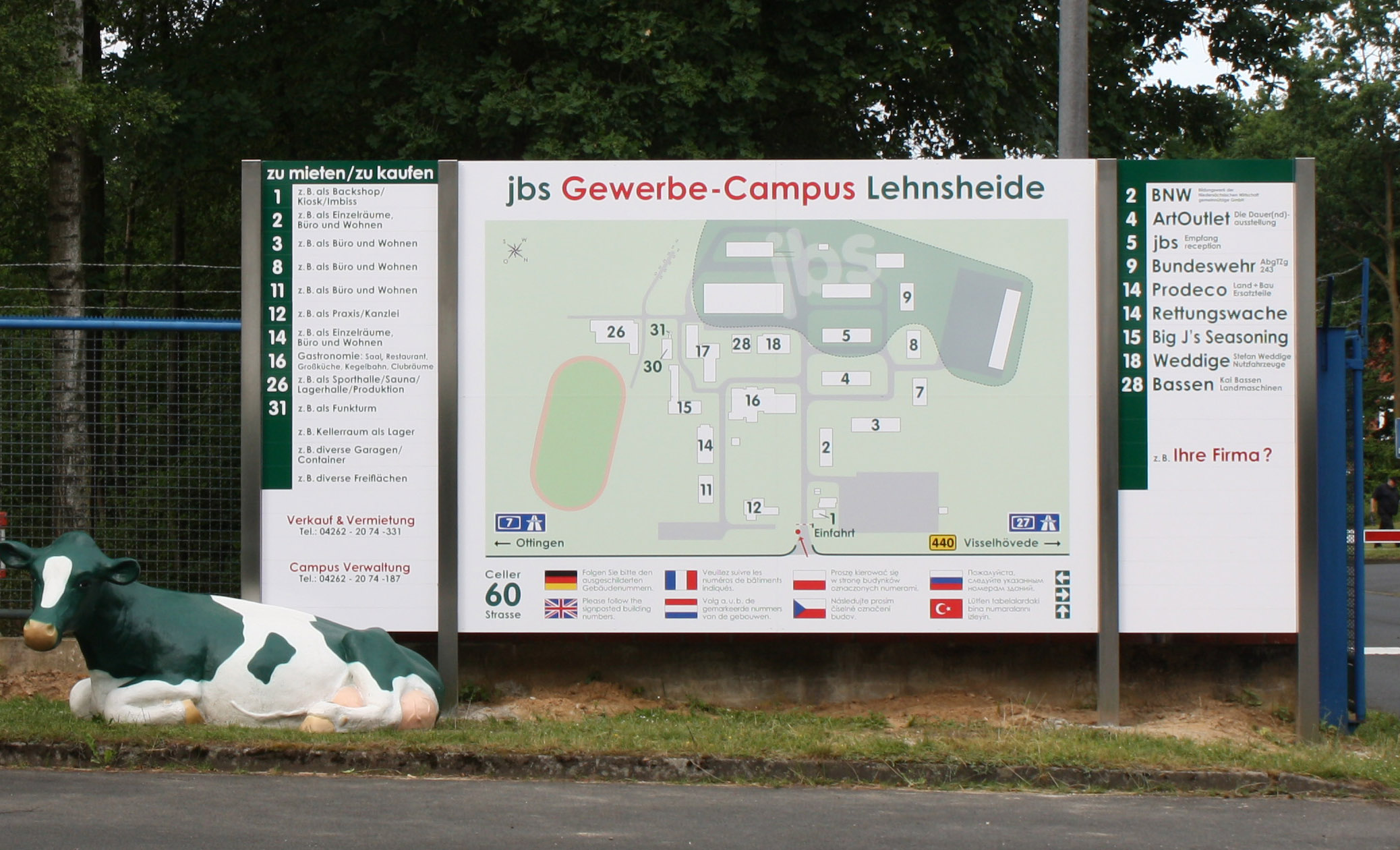
Einfahrt des Gewerbe-Campus Lehnsheide

Das ehemalige Bundeswehrareal ist seit 2016 nach dem Verkauf der Bundesanstalt für Immobilienaufgaben (BImA) an die Stadt Visselhövede und dem Anschlussverkauf an die „joachim behrens scheessel gmbh“ als „Gewerbe Campus Lehnsheide“ Sitz dieser Firma und weiterer verschiedenster Gewerbebetriebe.
Dienstleister, Kunst- und Kultureinrichtungen, Einlagerungsmöglichkeiten und weitere verschiedenste Nutzungen der ehemaligen Bundeswehrgebäude und der ca. 19 Hektar großen Fläche beleben das Gelände der ehemaligen Lehnsheide Kaserne.
Die Bio-Anbauverbände Bioland Niedersachsen/Bremen, Naturland sowie die Kompetenzzentrum Ökolandbau Niedersachsen GmbH haben ihren Sitz in Visselhövede. Sie beschäftigen dort insgesamt etwa 30 Mitarbeiter.
Am Stadtrand von Visselhövede betreibt der NDR den Sender Visselhövede. Visselhövede besitzt Geschäftsstellen der Volksbank Lüneburger Heide eG und der Sparkasse Rotenburg Osterholz.

### Verkehr

#### Eisenbahn

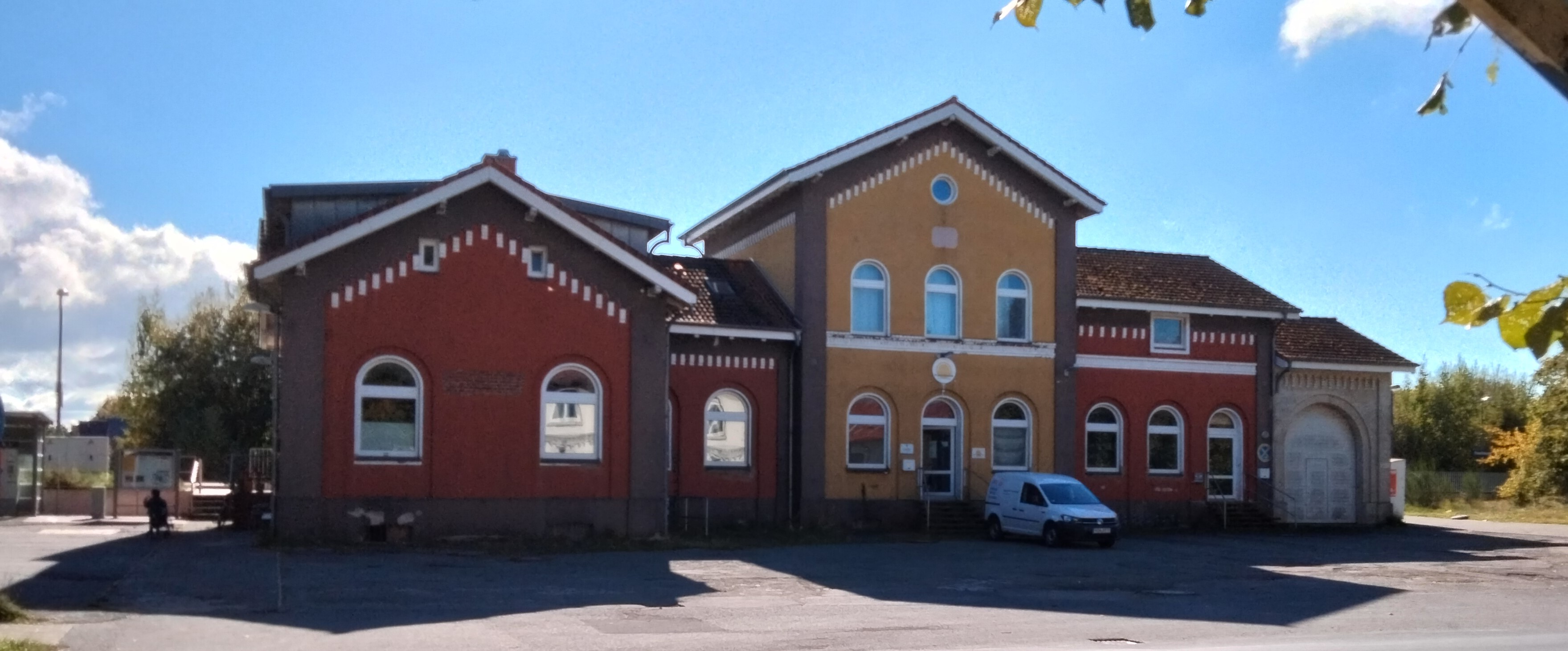
Bahnhof Visselhövede 2024

Visselhövede hat einen Bahnhof an der Bahnstrecke Uelzen–Langwedel (Amerikalinie). Die ehemals zweigleisige, seit 1987 eingleisige Bahnverbindung ist nicht elektrifiziert.
Visselhövede ist seit August 2018 Mitglied im Verkehrsverbund Bremen/Niedersachsen (VBN).

#### Straße
Visselhövede liegt an der Bundesstraße 440 Rotenburg–Dorfmark, und an der Landesstraße 171 Verden–Neuenkirchen. Nahe gelegene Autobahnen sind Richtung Hamburg die A 7 über Bad Fallingbostel-Dorfmark oder die A 1 sowie die A27 Richtung Bremen über Verden oder Richtung Hannover über Walsrode.

#### Bus
Der Stadtverkehr wird im Wesentlichen durch ein Bürgerbussystem getragen. Dieses stellt auch per Umsteigeverbindung über den Bürgerbus Kirchlinteln eine Verbindung nach Verden her.
In die Kreisstadt Rotenburg verkehrt eine Regionalbus-Linie der Weser-Ems-Bus GmbH (Stand 2021). Eine Linie der Haller Busbetrieb stellt seit 2018 eine Direktverbindung nach Walsrode her, dort mit Anschluss zur Heidebahn.
Seit 1995 ist der Landkreis Rotenburg Mitglied in der Verkehrsgemeinschaft Nordost-Niedersachsen (VNN). Im Busverkehr innerhalb des Landkreises gilt der ROW-Tarif auf allen Verbindungen, die außerhalb des Verkehrsverbundes Bremen/Niedersachsen liegen. Die VNN bietet über ihren eigenen Regionaltarif hinaus einen Übergangstarif zum HVV an, etwa in Richtung Hamburg.

### Soziale Einrichtungen
Visselhövede ist Standort eines großen Pflegeheimes. Im benachbarten Ort Jeddingen befindet sich die Heimstätte Jeddingen, eine Einrichtung für geistig behinderte Erwachsene. Nächstgelegene Krankenhäuser sind das Agaplesion Diakonieklinikum Rotenburg, das Heidekreis-Klinikum in Walsrode und die Aller-Weser-Klinik in Verden. Im kassenärztlichen Notdienst ist Visselhövede dem Bezirk Walsrode zugeordnet. Visselhövede ist Standort einer Rettungswache des Landkreises Rotenburg, besetzt durch das Deutsche Rote Kreuz und besitzt einen Ortsverband der Johanniter-Unfall-Hilfe, die ehrenamtliches Rettungspersonal stellen und Fortbildungen anbieten. Der kassenärztliche Notdienst wird von der Bereitschaftsdienstpraxis im Krankenhaus Walsrode aus betreut.

### Kirchen

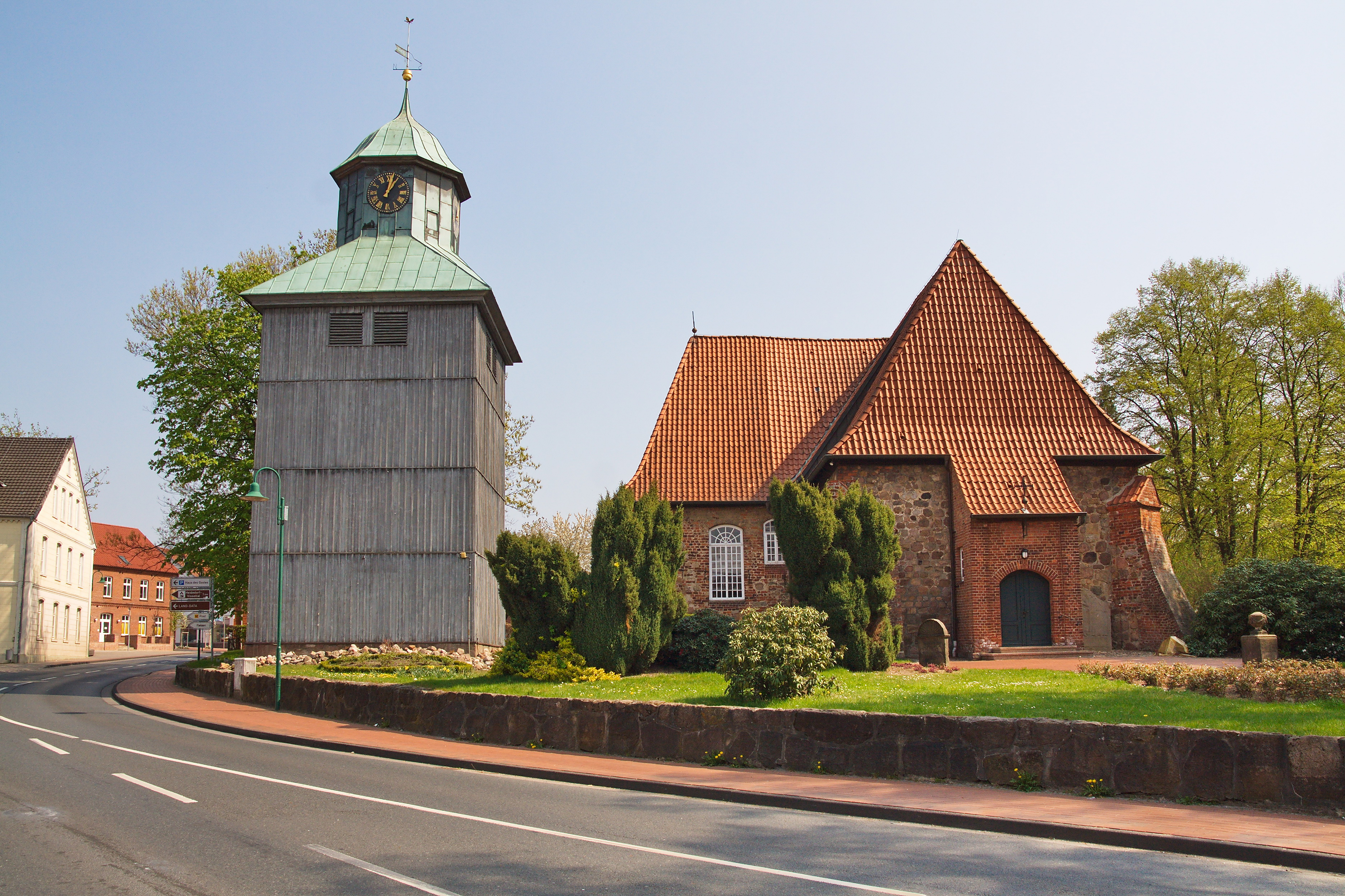
St. Johannis-Kirche

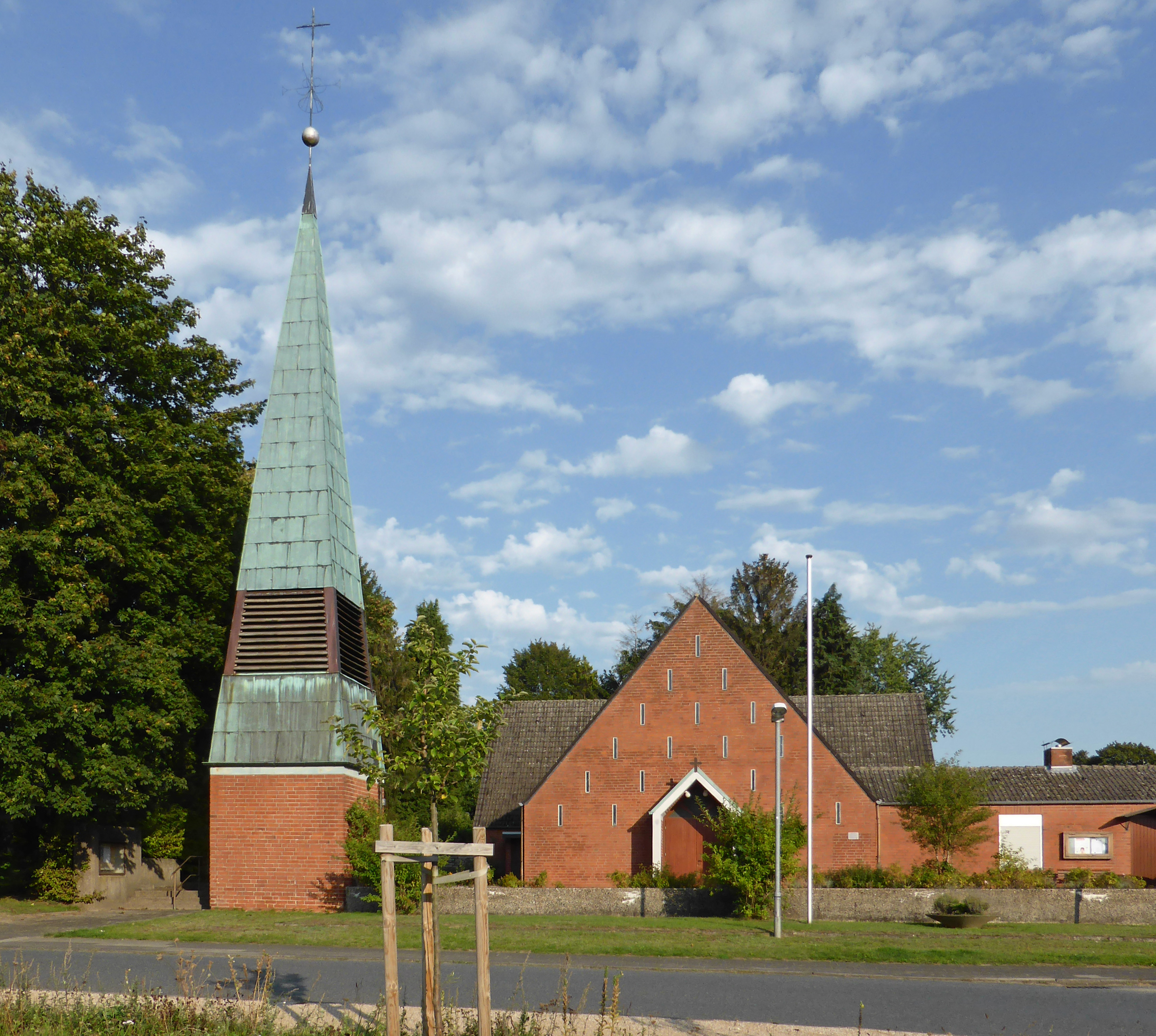
Herz-Jesu-Kirche

#### Evangelisch-lutherische Kirche
Die Mehrzahl der konfessionell gebundenen Einwohner gehört zur evangelisch-lutherischen Kirche (St.-Johannis-Kirchengemeinde mit St.-Johannis-Kirche in Visselhövede und St.-Nikolaus-Kapelle im Stadtteil Wittorf). Diese bildet seit 2010 gemeinsam mit der Heilig-Kreuz-Kirchengemeinde in Brockel und der St.-Bartholomäus-Kirchengemeinde Kirchwalsede den Kirchengemeindeverband Brockel/Kirchwalsede/Visselhövede (BKV) im Kirchenkreis Rotenburg der Evangelisch-lutherischen Landeskirche Hannovers.

#### Katholische Kirche
Die Römisch-katholische Kirche gehört zur Pfarrei St. Maria (Walsrode) im Dekanat Verden des Bistums Hildesheim, zu der in Visselhövede die Herz-Jesu-Kirche gehört sowie weitere Kirchen in Walsrode und Bad Fallingbostel.

#### Islam
Die Angehörigen des Islam sind überwiegend türkischer oder kurdischer, aber auch arabischer, iranischer oder pakistanischer Herkunft und gehören zu Gemeinden in Rotenburg, Verden, Bremen oder Walsrode.

### Militär
Von 1972 bis zum März 1992 betrieb die Bundesluftwaffe in der Nähe (Ortsrand Drögenbostel) ein Control and Reporting Centre. Auf dem Elmhorstberg ist die Luftwaffeneinheit Abgesetzter Technischer Zug 243 stationiert. 2013/14 wurde ihre leistungsstarke ortsfeste Radaranlage (MPR) zur militärischen Luftraumüberwachung durch das zeitgemäße Phased-Array-Radarsystem des Typs Ground Master 406F ersetzt. Außerdem wird in der Nähe (Ortsrand Hiddingen) eine Relaisstation für den militärischen Flugfunk betrieben.

## Persönlichkeiten
- Heinrich Hüner (1881–1945), Heimatdichter
- Dieter Brosius (* 1936), Archivar und Historiker
- Gerd Lüdemann (1946–2021), evangelischer Theologe
- Gisela Stammer (* 1952), Schriftstellerin
- Marlene Crüsemann (* 1953), Theologin
- Christopher von Deylen (* 1970), Musiker
- Oliver Gies (* 1973), Musiker